# 青野敏行
青野 敏行（あおの としゆき、1960年3月5日 - ）は、日本の喜劇俳優、お笑い芸人、ナレーター、吉本新喜劇座員。
愛媛県今治市出身。吉本興業所属。

## 来歴・人物
愛媛県立今治南高等学校卒業。
素人時代に『TVジョッキー』の「ザ・チャレンジ」ものまねチャンピオン大会に宇野栄二とコンビで出場し、第9代ウルトラチャンピオンになる。当時高校生だったとんねるずの木梨憲武と同じ舞台に立っていた。
四角い顔で浪花節的な濁りの入った渋い声の持ち主で、時代劇俳優指向が強い。声質を活かし、ナレーションも務めている（「出演番組」の項を参照）。

## 芸歴
俳優として東映ニューフェイスでデビュー。上京したが出戻り、漫才コンビを組んで大阪へ。
チャンバラトリオの南方英二に弟子入りするが、あまりのキツさに一度は逃げ出し、故郷へ帰り調理師をしていたという。しかし再度修業に励み、1986年に素人時代もコンビを組んでいた宇野（解散後は宇野ポテトとしてピンで活動）と漫才コンビ「ポテトフライ」を結成して多数の賞を得るが、1990年に解散。
1997年秋に新喜劇に入団。「超!よしもと新喜劇」開始によるなんばグランド花月公演のメンバー不足に伴う即戦力での入団となり、吉田ヒロのリーダー週による初舞台作品から青野が主役を演じる物語であった。

## ネタ
得意の時代劇口調を生かし、決め場になると悪代官など時代劇の口調でしゃべる。
- 物真似。（名前を聞かれた後で）「大滝秀治です。やずや、やずや、山の神様がくれた水、南アルプスの天然…」（大滝秀治の真似をする）このあと安尾信乃助に真似される。他にも三文字の言葉が出てくる時にも、大滝秀治の真似をする（例：伊豆や、伊豆や。バレた、バレた。毒や、毒やなど）。
- 「桑田佳祐のバッタもんや!」「ものまねして」とすっちーから言われるとものまねをするが、「全然似てないやん」と突っ込みを入れられる。
- 「お待たせいたしました」と村西とおるが登場するものまねをよくしている。
- 羽織・袴姿で槍を振りかざし、浪曲・俵星玄蕃を熱演（これは新喜劇のギャグとしてではなく、結婚式の余興や宴会芸として披露）。

## エピソード
- 2015年9月11日、大阪市都島区に『どんと来い』という焼肉店をオープンしたが現在は閉店。現在は『豚喰』という「なにわ星の豚」の専門店をプロデュースしている。
- 2016年、『なるみ・岡村の過ぎるTV』にて「吉本の味噌汁御三家」として紹介され、特製の味噌汁を紹介される。以降も特製のカレー、チャーハン、餃子などの自慢の料理が紹介されている。また料理を作る最中はスタッフに話しかけられても一切無言で調理を行っている。

## 受賞歴
- 1987年 昭和61年度 第17回NHK上方漫才コンテスト 優秀賞

## 出演番組

### 現在の出演番組
- 「よしもと新喜劇」（毎日放送）

### 過去の出演番組
- 「小枝王国」（ABCテレビ）
- 「おとなのえほん」（サンテレビ）
- 「うぉんてっど!」（ABCテレビ）
- 「LALAバイクパラダイス」（テレビ大阪）
- 「笑いの剣」（ABCテレビ）- ナレーション
- 「よしもと麻雀倶楽部」（サンテレビ） - ナレーション
- 「トミーズのはらぺこ亭」（関西テレビ） - ナレーション
- 「おはよう朝日です」（ABCテレビ） - 「無知との遭遇」コーナー出演
- 「なるみ・岡村の過ぎるTV」（ABCテレビ） - 料理企画に不定期で出演

### テレビドラマ
- 「坊っちゃんちゃん」（1996年　TBSテレビ）
- 「怪談百物語」第3回「うば捨て山」（2002年、フジテレビ）
- 「はぐれ刑事純情派」（2003年、テレビ朝日）
- 「大奥」（フジテレビ） - 田沼意次 役
- 「京都へおこしやす!」（毎日放送）
- 「やさしい花」（NHK大阪） - 優花の父 役
- 「鈴子の恋」（東海テレビ） - 横山エンタツ 役